# Bélgica en los Juegos Olímpicos de Moscú 1980
Bélgica estuvo representada en los Juegos Olímpicos de Moscú 1980 por un total de 59 deportistas que compitieron en 10 deportes.  

## Medallistas
El equipo olímpico belga obtuvo las siguientes medallas:
| Nombre              | Deporte | Competición |
| ------------------- | ------- | ----------- |
| Oro                 |         |             |
| Robert Van de Walle | Judo    | –95 kg M    |
| Plata               |         |             |
| —                   |         |             |
| Bronce              |         |             |
| —                   |         |             |